# 云仙彝族乡
云仙彝族乡是中华人民共和国云南省普洱市思茅区下辖的一个民族乡。

## 行政区划
云仙彝族乡下辖以下村级行政区划单位：
黄竹林村、团山村、桃子树村、大地村、干坝村、芦山村、骂木村、挖令村、大石头村、曼东山村、坝塘村和大箐村。